# اسدالغابه فی معرفه الصحابه
اسد الغابه فی معرفة الصحابه کتابی از عزالدین بن اثیر در علم رجال شامل زندگی نامهٔ هفت هزار و پانصد یا هفت هزار و هفتصد و سه نفر از یاران پیامبر است که از جمع‌آوری و تصحیح کتابهای «ابن منده اصفهانی» و «ابونعیم اصفهانی» و «ابن عبدالبر نمری قرطبی» و «ابوموسی اصفهانی» و افزودن مطالبی بر آنها حاصل شده است.
ابوالحسن علی بن ابی الکرم محمد شیبانی موصلی جزری ملقب به عزالدین و معروف به عزالدین بن اثیر است.